# Psyren
(Nemesis Q)
Psyren (サイレン?, Sairen) è un manga shōnen creato da Toshiaki Iwashiro, pubblicato su Shōnen Jump, edito dalla Shūeisha, dal 3 dicembre 2007 al 29 novembre 2010 e composto in totale da 16 tankōbon (l'ultimo è uscito in Giappone il 4 marzo 2011).
La storia ruota attorno ad Ageha Yoshina, uno studente liceale che impara a controllare ed utilizzare i propri poteri psichici dopo essere stato trasportato nel misterioso mondo di Psyren.
In Italia i diritti del manga sono stati acquistati dalla Star Comics che ha iniziato la pubblicazione a partire dal 1º ottobre 2010 prima a cadenza mensile e poi bimestrale da maggio 2011.

## Trama
Una sera, Ageha Yoshina (uno studente liceale che aiuta le persone a risolvere i propri problemi per 10.000 yen), sulla strada di casa, sente un telefono pubblico che squilla a vuoto. Ageha risponde alla chiamata non ricevendo alcuna risposta, ma nota che dall'apparecchio esce una carta telefonica rossa con la scritta Psyren e la raccoglie. Quando Sakurako Amamiya, una sua compagna di classe, scompare dopo aver menzionato Psyren, Ageha decide di utilizzare la carta telefonica per ritrovarla, nonostante gli sia stato sconsigliato di entrare in contatto con la società segreta Psyren e tutto ciò che la riguarda. Dopo aver inserito la carta in un telefono pubblico e aver risposto ad un quiz interminabile, la voce femminile all'altro capo del telefono gli domanda se vorrebbe andare su Psyren. Dopo aver risposto no con rabbia, Ageha se ne va. Il giorno dopo due persone cercano informazioni su di lui e la sua carta. Mentre questi lo inseguono, Ageha riceve una telefonata da un numero privato e non appena risponde viene immediatamente teletrasportato nel mondo di Psyren, un luogo ostile, abitato da creature mostruose chiamate taboo e nel quale i giocatori possono sopravvivere soltanto con l'aiuto di un misterioso potere: lo PSI.

## Personaggi

### Resistenza
Nemesis Q (ネメシスQ?, Nemeshisu Q)
Nemesis è un programma-PSI con una intelligenza e una personalità basilare, mandato nel presente dal futuro per trovare le persone in grado di usare lo PSI e svelare loro i segreti del futuro, scoprire la verità e impedire che Psyren accada. Il suo creatore afferma che il suo corpo non può sopportare il viaggio nel tempo, così ha creato un programma che potesse farlo al posto suo. Inoltre il suo creatore ha inserito un altro ordine in Nemesis Q; di uccidere chiunque divulgasse informazioni riguardanti Psyren a chi non ne fosse già a conoscenza, in modo da impedire che giungessero informazioni al nemico. Verrà poi rivelato che il creatore di questo programma è una psionica che veniva usata dal governo come cavia per dei test.
Quando Q trasporta qualcuno nel futuro, gli eventi nello spazio fra i tempi (il presente e il tempo di Psyren) apparentemente accadono come se la persona coinvolta fosse semplicemente sparita.
Ageha Yoshina (夜科 アゲハ?, Yoshina Ageha)
Uno studente liceale che si offre di aiutare chiunque abbia dei problemi per la somma di 10.000 yen. Viene trasportato su Psyren dopo aver usato la carta telefonica per ritrovare la sua compagna di classe Amamiya Sakurako. Una volta su Psyren, Yoshina deve fare coppia con Amamiya e Asaga per tornare sulla Terra. Dopo aver sconfitto con fatica un taboo, Alfred, Ageha e gli altri sopravvissuti ritornano sulla Terra, nel presente. Ageha, assieme ad Asaga, inizia ad allenarsi sotto la guida di Amamiya e Matsuri per controllare le proprie abilità. Inizialmente le abilità PSI di Ageha erano alimentate quasi esclusivamente dalle sue emozioni, cosa molto rara, e si rivelavano sotto la forma di una sfera nera di pura energia psichica dalla potenza distruttiva immensa. Quel potere era troppo forte per la sua mente, che non riusciva a controllarlo e ne venne quasi annientata la prima volta che lo utilizzò. Quel potere venne poi identificato come "Melseth Door", una abilità estremamente rara che crea una sfera di pura energia Burst. Questa abilità individua ogni forma di PSI nelle vicinanze e la distrugge automaticamente; inoltre distrugge ogni materia fisica con cui viene in contatto. Inizialmente Ageha non ha controllo sulla sua abilità. In seguito, con la speranza di controllarla, Ageha impara la tecnica PSI "Burst Stream" e un modo per programmare i suoi pensieri, così da poter indirizzare i movimenti del "Melseth Door", dai bambini di Elmore Wood. Con queste abilità, Ageha sviluppa un nuovo potere, chiamato "Melseth Lance", prima compattando la sfera per renderla più controllabile e poi programmandola con ordini predefiniti prima di iniziare il proprio attacco; il programma consiste in; 1) volare dritto verso l'alto, 2) dopo trenta metri attivare la ricerca di PSI e 3) attivare la ricerca una seconda volta. Durante la prima autoguida l'attacco si dirige verso il nemico, cercando di infilzarlo, durante la seconda l'attacco gira attorno all'obiettivo tagliando tutto quello che incontra. In questo livello il suo potere è un'arma offensiva dall'invidiabile potere distruttivo, ma dato che è comunque attratta dallo PSI, Ageha è costretto ad avvertire i suoi compagni a sopprimere il loro, per non essere colpiti per sbaglio. Più avanti, mentre cerca il luogo dove si trova il creatore di Nemesis Q, Ageha sviluppa una forma difensiva del "Melseth Door", forzandolo a rimanere nella sua mano e facendogli assumere la forma di un disco rotante. In questa forma Ageha può assorbire e annullare ogni tecnica basata sullo PSI nel raggio di 5 metri da lui. Inoltre il disco rotante conserva l'abilità di passare attraverso qualsiasi materiale fisico. Sebbene all'inizio non sappia bene come usarlo per attaccare, ha dimostrato di poterlo utilizzare nel combattimento ravvicinato come se fosse una motosega. Una terza tecnica da lui sviluppata è il "Vortice di Melseth", che usa per difendere se stesso, Amamiya e Matsuri dal gas velenoso di Yusaka. Legando varie piccole "Melseth Door" tra loro tramite degli anelli li fa ruotare attorno a lui, assorbendo tutto quello che si avvicina ad esse. La tecnica può anche diventare una fortissima tecnica offensiva; rompendo gli anelli le singole "Porte di Melseth" volano ciascuna verso la più vicina fonte di Psi, creando un attacco casuale ma quasi inevitabile. Ageha sembra avere una cotta per Sakurako Amamiya, poiché diventa furioso e le suona a Kabuto Kirisaki ogni volta che questo fa il cascamorto con lei ed è stato visto avere dei sogni "particolari" su di lei. È alto 1 metro e 67 centimetri.
Sakurako Amamiya (雨宮 桜子?, Amamiya Sakurako)
Compagna di classe di Yoshina un tempo solare e gentile ma che venne chiamata da tutti "la principessa di ghiaccio" da quando diventò fredda e dura. Yoshina sospetta che Psyren sia la causa del cambio di Amamiya. Una volta giunta su Psyren, viene colpita da una malattia e non può più muoversi. Questo obbliga Yoshina e Asaga a prendersi cura di Amamiya, che sembra essere a conoscenza di molte più cose riguardo Psyren rispetto a tutte le altre persone li e questo è grazie al suo legame con Matsuri. Si è specializzata nell'uso delle armi e ne porta sempre una con sé durante i viaggi a Psyren. Se rimane senza armi, è in grado di crearne una grazie ai suoi poteri. Le sue abilità PSI sono eccellenti e ben estese sulle tre forme di PSI. Il suo Burst è di buon livello, è molto abile nel Rise e il suo Trans, forse la sua capacità più sviluppata è forte a sufficienza da creare una falce psichica che provoca allucinazioni a chiunque le sia vicino. Amamiya ha una cotta per Ageha, che si è sviluppata dopo il loro primo viaggio a Psyren. Adora la musica di Matsuri ed è terrificante quando si arrabbia. La sua relazione coi genitori è inesistente. Si è rivelata possedere inoltre una seconda personalità in cui ha racchiuso tutti i suoi sentimenti più intensi, come la rabbia, il desiderio di fare a pezzi i nemici ma anche l'amore che prova per Ageha, "l'unica persona che la capisce", come ha detto lei stessa. Se la normale Amamiya è brava ad usare il trance, lei è molto brava ad usare il burst, creando falci nere attaccate a "funi" che gli fuoriescono dalla schiena e controlla come se fossero estensioni del suo corpo.
Hiryu Asaga (朝河 飛竜?)
Asaga "Il Dragone" è un ragazzo che dice di essere giunto su Psyren per trovare un suo amico. Accetta di aiutare Amamiya e Yoshina. Ritrova il suo amico su Psyren ma è costretto a lasciarlo perché egli ha smarrito la sua carta e non può quindi tornare nel presente.
Continuerà comunque i viaggi su Psyren insieme a Yoshina e Amamiya. Dopo il loro primo viaggio rivela a Ageha di essere un vecchio compagno delle scuole elementari suo e di Amamiya, era un piccoletto piagnucolone. Ageha spesso lo prendeva in giro e Asaga si prende la sua vendetta comparando la loro altezza attuale. Dimostra più competenza nell'uso dello PSI rispetto ad Ageha (almeno all'inizio), imparando a controllare i suoi poteri più velocemente probabilmente anche perché l'abilità di Ageha è una tecnica più avanzata. L'abilità di Asaga consiste nel far prendere al suo PSI la forma di un drago senza testa (può anche limitarsi a far apparire le ali o solamente la coda). Questa tecnica si basa sul burst ed è appropriata al suo soprannome. Matsuri lo avverte di tenere d'occhio Ageha e Oboro per la pericolosità dei loro poteri, e ha affermato che lui è l'unico che può fermarli in caso di necessità. È alto 1 metro e 87.
Oboro Mochizuki (望月 朧?, Mochizuki Oboro)
Un idol nel presente, ha ricevuto la carta di Psyren ed ha provato a parlarne in un programma televisivo, ma è stato ridotto al silenzio da Nemesis Q, che lo ha quasi ucciso. Allora ha deciso di prendere parte al gioco ed è arrivato a Psyren durante la seconda missione di Ageha e compagnia. Qui verrà contaminato in breve tempo dalla malattia portata dall'aria di Psyren. Intenzionato a partecipare lo stesso all'azione, segue Ageha quando va a combattere Tatsuo ma arriva sul luogo solo alla fine del combattimento. Guarisce Ageha e Asaga con la sua nuova abilità, Cure, che funziona meglio se abbraccia le persone. Dopo essere tornato nel presente prende anche lui parte agli allenamenti di Matsuri, completandoli senza problemi.
Oboro è ambizioso e possiede una grande abilità, non solo nel Cure ma in tutti gli aspetti dello PSI. Ha infatti imparato a controllarlo con molta facilità. Cambia spesso modo di comportarsi, passando dall'atteggiamento di un adulto a quello di un bambino. La sua capacità, il "Cure", gli permette di dividere il suo rise con chi sta guarendo, usando una forma di burst. Per questo egli non è capace di guarire se stesso. Probabilmente è il più veloce del gruppo quando utilizza il rise. Sembra avere una predilezione per Ageha.
Kabuto Kirisaki (霧崎 カブト?, Kirisaki Kabuto)
Un playboy che perde tempo dietro alle donne. Il suo modo di vivere consisteva nello scappare dai problemi, ma dopo che suo zio gli ha detto che in questo modo l'unico che sarebbe vissuto in pace sarebbe stato lui e i problemi dai quali lui sarebbe scappato sarebbero toccati a qualcun altro, decise di cambiare. Kabuto ha un'ottima vista ed è in grado di vedere la casa dello zio, sulle montagne, dalla cima di un tetto in città. Kabuto va a Psyren per fare fortuna ed è l'unico che ascolta i consigli di Amamiya fra i nuovi arrivati, forse solamente perché lei è una bella ragazza.
Kabuto possiede il potere della preveggenza. Infatti è capace di prevedere gli attacchi dell'avversario con abbastanza preavviso da riuscire ad evitarli. Questo potere è chiamato "Menace", e può essere utilizzato da chi possiede un eccellente Trance e Sense, un tipo di rise. Sfortunatamente, poiché Kabuto non si è mai allenato nel controllo del rise, non è in grado di sfruttare appieno questo potere. Ultimamente ha dimostrato un grande cambiamento nella propria personalità. Per salvare Ageha ha sacrificato se stesso senza rimpianti, ricevendo una ferita quasi fatale. Dopo essersi ripreso da questa ferita ha sviluppato un nuovo "potere": un essere chiamato Yoyo visibile solo da Kabuto ma in grado di interagire con l'ambiente. Yoyo ha la capacità di vedere la minaccia causata dagli attacchi avversari, manipolarla e reindirizzarla dove preferisce.
Matsuri Yagumo (八雲 祭?, Yagumo Matsuri)
Una famosa pianista e veterana del gioco di Psyren, che ha già completato. Fu lei che insegnò ad Amamiya tutto circa Psyren. Poiché la sua carta non può più portarla a Psyren, non può aiutare i personaggi principali ed è per loro una sorta di mentore. Nonostante beva molto è una pianista di successo e ha rifiutato Ian e Kagetora ogni volta che le si sono dichiarati. Sa che le abilità di Ageha ed Oboro sono pericolose e per questo dice ad Asaga di tenerli d'occhio.
Matsuri è una grande utilizzatrice del Burst e possiede grandi capacità telecinetiche. Durante l'allenamento con Ageha per fargli controllare il suo potere ha mostrato di essere in grado di difendersi dal Melseth Door senza difficoltà. Grana, il più forte dei Wise escluso Miroku Amagi, ha affermato che era un "tipo onnipotente" e che, se fosse stata in migliori condizioni, forse avrebbe potuto avere una chance contro di lui.

### Elmore Wood
Elmore Tenjuin (天樹院エルモア?, Tenjuin Erumoa)
Una vecchia donna col potere della chiaroveggenza che sta provando a scoprire il segreto che si cela dietro a Psyren e salvare il mondo dal suo futuro. Con la sua abilità, chiamata Millennium Kaleidoscope, lei ha visto quello che sarebbe diventato il Giappone nella finestra nella sua stanza della meditazione. Suo marito era uno Psyren Drifter e aveva il potere di leggere nella mente. Insieme erano riusciti a racimolare una fortuna, ma dopo essersi ritirati, la coppia iniziò ad adottare bambini con potenti capacità psichiche e ad addestrare il loro PSI. Un anno dopo però, il marito fu ridotto in cenere da Nemesis Q davanti agli occhi di Elmore prima che potesse dirle nulla. Ma prima di morire fu in grado di spedire nella mente di Elmore la visione di Psyren, Nemesis Q e lo stato in cui si sarebbe trovato il giappone del futuro. Dopo la morte del marito lei continuò ad allenare i propri "nipoti" per prepararli allo scontro con i WISE. Nella versione del futuro lei è mostrata mentre guida il gruppo conosciuto come la Radice. I suoi poteri di preveggenza si sono dimostrati fondamentali durante il giorno della rinascita; avendo previsto che i ragazzi avrebbero perso gli ha impedito di andare ad affrontare i WISE, salvandoli e fondando la resistenza che a sua volta salverà Ageha e i suoi amici a Psyren.
Frederika (フレデリカ?, Furederika)
Una ragazza con un potere pirocinetico fenomenale. Ha poteri basati sul fuoco ed estremamente distruttivi, difficili da controllare, specialmente per il suo temperamento che tende spesso all'ira. Spesso si riferisce a se stessa con il nome in codice "Sexy Rose". La sua migliore amica è Marie, a cui è molto legata, nonostante spesso la maltratti. Era una principessa viziata, ma dopo aver bruciato la sua casa, i suoi morirono e divenne orfana. Detesta Ageha, ma gli insegnerà comunque il "Burst Stream" insieme agli altri. Nel futuro appare per salvare Amamiya in Psyren, assieme a Shao, colpendo Shiner con un mare di fiamme. Nel futuro ha raggiunto un nuovo controllo sulle fiamme e il suo potere si chiama "Salamandra". Con questo può portare attacchi anche a grande distanza con una velocità elevatissima, avendone sempre il perfetto controllo. La velocità delle sue fiamme è tale che perfino Shiner fa fatica a sfuggirgli. In Psyren afferma di avere 19 anni, quindi nel presente ne ha 9.
Marie (マリー?, Marī)
Una ragazza che utilizza solo la telecinesi, ma ad un livello nettamente superiore rispetto a qualunque utilizzatore di PSI. È completamente l'opposto di Frederica, la sua migliore amica, ed è timida e molto gentile. Ha insegnato ad Ageha come programmare il suo Melseth Door in modo da poterlo controllare. Nel futuro compare per salvare Ageha e Kabuto assieme a Kyle e Van. Nel futuro i suoi poteri telecinetici saranno fortissimi, tanto da non avere quasi più alcun limite; può guidare un immenso masso e parlare con Ageha senza difficoltà, per esempio. È chiaro che Marie ha una cotta per Ageha fin da quando era bambina ed è incredibilmente felice quando lo vede salvo a Psyren, poiché tutti lo credevano morto. Nel capitolo 72 viene rivelato che è diventata la leader della "Radice" vincendo contro tutti a carta-forbice-sasso.
Kyle (カイル?, Kairu)
Un ragazzo a cui piacciono gli scherzi ma dall'enorme potere. Con Ageha ha una relazione quasi fraterna. La sua abilità si basa sul burst e si chiama "Material High", che gli permette di creare materia quasi invisibile ed indistruttibile. In Psyren appare e salva Ageha con quella che sembra una piramide trasparente, assieme a Van. Nel futuro la sua Material High è talmente forte che nemmeno Frederica riesce a distruggerla. Nonostante il suo grande potere sia basato sul Burst, Kyle padroneggia ancora meglio il Rise.
Shao (シャオ?, Shao)
Un ragazzo cinese calmo e razionale. Il più maturo e calmo fra gli orfani di Elmore Wood. Elmore sembra voler sempre il suo parere. Ha la capacità di rintracciare le persone da grande distanza e la sua personalità è simile a quella di un filosofo. Ha dichiarato che il suo passato era simile a quello di Fraderica. Il suo potere gli permette di vedere/sentire l'energia PSI attorno a lui, così come può vedere la vera natura delle persone. Basandosi su questo, descrive Amamiya come "sette spade affilate", Oboro come un "mare bianco" e Ageha come "un cielo stellato". Nel futuro salva Amamiya assieme a Frederica. I suoi poteri qui sono progrediti notevolmente, tanto che è in grado di bloccare attacchi impossibili da evitare senza difficoltà, nonostante fosse nel mezzo di una conversazione, ed è in grado di sentire i pensieri di chi gli sta intorno. Ha anche il potere di annullare il potere PSI di altre persone. Questa tecnica prende la forma di due serpenti, uno bianco e uno nero. Quando questi spariscono, il potere PSI fa lo stesso. Ha una cotta per Marie.
Van (ヴァン?, Van)
Un ragazzo con capacità curative. Non viene detto molto su Van ed è il più tranquillo degli orfani. A meno che non sia necessario non parla mai. Sa parlare e leggere il francese. Nel futuro appare per aiutare Ageha e Kabuto e li cura, rigenerando velocemente la gamba di Ageha distrutta da Dolky. La sua personalità è completamente diversa ed è diventato un ragazzo quasi logorroico e pieno di vita. Le sue capacità sono molto superiori a prima, tanto che può guarire più di una persona alla volta e, a parte il cervello e il cuore, può rigenerare ogni parte del corpo di una persona. Inoltre afferma che quando aveva iniziato a guarire Kabuto, questo non respirava più, quindi, in pratica, lo ha resuscitato. Viene rivelato che il suo cambiamento è dovuto al fatto che era l'unico rimasto in grado di curare, dopo la morte di Ian.

### Root
Ran Shinonome (東雲嵐?, Shinonome Ran)
Uno psier scelto da Kiyotada Inui per la sua abilità unica di trasportare qualsiasi cosa tramite l'abilità PSI chiamata Trick Room. Crea due stanze che sono collegate tramite una dimensione alternativa. Ran dunque piazza una delle sue stanze a determinate coordinate (per esempio, una cassaforte) e quindi trasporta i contenuti nell'altra stanza, senza lasciare nessuna traccia. Verrà rivelato più avanti che Ran decide di aiutare Inui solamente perché ha bisogno di soldi per le cure per sua sorella in coma. Nel futuro è un membro della Radice. Aiuta i ragazzi ad uscire ed entrare da essa grazie al suo potere, cosa che altrimenti sarebbe impossibile.
Haruhiko Yumeji (夢路晴彦?, Yumeji Haruhiko)
Uno psier con la capacità di manipolare l'elettricità, chiamata Shocker. Haruhiko era stato scelto da Kiyotada per le sue attività illegali. Nel futuro anche lui si è unito alla Radice e rifornisce di energia buona parte della base grazie al suo Shocker. I suoi attacchi hanno la peculiarità di impedire temporaneamente alle persone colpite di usare lo PSI.
Chika Shinonome (?, Shinonome Chika)
La sorella in stato comatoso di Ran Shinonome; è la ragione per la quale il fratello maggiore accetta di aiutare Inui nelle sue attività illegali (per ottenere soldi necessari per il suo trattamento). Verrà poi guarita da Ian e nel futuro si è unita alla Radice. Si può presumere che anche lei, come suo fratello, sia una psier, sebbene il suo potere non sia ancora stato rivelato.

### W.I.S.E.
Miroku Amagi (天戯弥勒?, Amagi Miroku)
Un personaggio misterioso che si fa passare per il fratello di Inui, che in realtà era morto diverso tempo prima. Usa Inui per racimolare i soldi che gli serviranno per creare il suo nuovo mondo coi WISE. La sua abilità PSI si chiama Sephirot. Solo una forma delle sue abilità è stata vista finora: un attacco chiamato “Gevurah”, che permette a Miroku di creare una sorta di albero composto di luce in ogni luogo desideri, ovviamente solo dove i semi possono attecchire (in acqua e in aria i suoi poteri non hanno effetto), in grado di trafiggere con i suoi rami qualsiasi cosa. La sua capacità gli consente di far crescere "alberi di luce" anche all'interno di altre persone e di assorbire la loro forza vitale tramite l'albero. Inoltre lui stesso afferma che se impiantasse un seme nel cervello di qualcuno, quest'ultimo si piegherebbe immediatamente al suo controllo, anche se perderebbe la maggior parte della sua iniziativa e capacità di pensare. Il Sephirot di Amagi probabilmente è collegato alla Qabbalah, e così lo è anche la forma simile ad un albero del suo attacco.

#### Star Commander
Questo gruppo consiste dei leader delle forze militari dei W.I.S.E.
Grana (グラナ?, Gurana) (Primo Star Commander)
Il leader dei Comandanti Stellari, le sue prime apparizioni suggeriscono che sia una persona molto pigra e smemorata. Ha una benda sull'occhio destro, ferito durante lo scontro con Amagi Miroku. La sua abilità PSI consiste in una incredibile telecinesi, molto superiore a quella di chiunque altro, visto che prima ancora di diventare il capo degli star commander, durante il combattimento contro Amagi Miroku, è riuscito a concentrare i raggi solari in modo che creassero una colonna di energia che cade dall'alto sull'avversario carbonizzandolo. Una tecnica teoricamente impossibile da evitare data la velocità del colpo (la stessa della luce) e molto difficile da difendere per l'enorme potenza che sprigiona. È stato rivelato che è il responsabile della morte nel futuro di Matsuri e Kagetora.
Junas (ジュナス?, Junasu) (Secondo Star Commander)
Il secondo dei membri di WISE ad essere introdotto, ha l'aspetto di un teenager e indossa un elmetto nero distintivo con una specie di pinna sulla cima. È uno spadaccino con l'abilità di materializzare spade. La sua abilità PSI è chiamata "Bishamon" e prende la forma di centinaia di spade che volano in aria. Sono molto fragili e, quando si rompono, i frammenti volano ovunque nel paraggi ferendo il nemico.
Uranus (Terzo Star Commander)
Membro dei Wise precedentemente soggetto agli studi della sezione militare Grigori. Da quando Grana distrusse la divisione Grigori, Uranus gli porta rancore e ha provato ad ucciderlo molte volte prima di entrare a far parte dei Wise. La sua abilità PSI gli consente di generare due pistole da cui può creare vampe di ghiaccio che congelano tutto ciò con cui vengono in contatto. Il suo nome da cavia era Grigori 03.
Shiner (シャイナ?, Shaina) (Quarto Star Commander)
Il terzo membro dei WISE ad essere introdotto. Si presenta come una persona molto calma e gentile. È il capo della sezione della ricerca dei WISE, è molto curioso e ha un particolare interesse nei riguardi di Ageha e della sua abilità. La sua abilità PSI gli permette di teletrasportare se stesso o altre persone, rendendogli facile uccidere le persone (gli basta teletrasportare un nemico a migliaia di metri d'altezza). Ex Terzo Comandante Stellare.
Vigo (Quinto Star Commander)
Membro dei Wise dai capelli bianchi che vive a torso nudo. La sua abilità PSI gli consente di passare attraverso ogni corpo solido e di fondersi con esso. Grazie a questo, Vigo può passare attraverso i muri ed il terreno da cui può far uscire numerose copie delle sue braccia e gambe ed estenderle all'infinito. Può inoltre sfruttare il suo potere per entrare nel corpo del proprio avversario per strappargli ossa o organi ed estrarli senza lasciare traccia visibile sul corpo. Del suo passato si sa solamente che ha compiuto due omicidi sfruttando la sua abilità PSI e che il suo nome era Eiji Kise.
Caprico (カプリコ?, Kapuriko) (Sesto Star Commander)
Il quarto membro dei WISE ad essere mostrato, è una giovane e bella ragazza. Ha una cicatrice a forma di stella sulla sua fronte. È il capo della Divisione Bioricerca dei WISE. Sembra che sia lei la responsabile per la creazione di Taboo dalla forma di insetti in Psyren ed è stata mostrata progettare la forma di un nuovo Taboo. Il suo potere, che ha fin da quando era bambina, le consente di dar vita a qualunque cosa disegni. Queste creazioni hanno le dimensioni e le capacità che Caprico aveva immaginato mentre li disegnava e resistono nella loro forma tridimensionale per un tempo che dipende dalla forza dello PSI di Caprico. Ex Quarto Comandante Stellare.

##### Ex Comandanti
Dholaki (ドルキ?, Doruki) (Sesto Star Commander)
Il primo membro di WISE a fare la sua comparsa, ha lunghi capelli argentati e indossa un lungo mantello con un largo collare. La parte superiore del suo volto è coperta da un visore simile a quello di Nemesis Q. Dholaki è molto orgoglioso, così, dopo essere stato sconfitto da Ageha, si fa impiantare un secondo illumina, ma così facendo ha la certezza di non riuscire a sopravvivere per un altro anno. Nel ricordo di Tatsuo era lui che aveva sorvegliato la sua trasformazione in Taboo. Matsuri lo aveva incontrato durante un viaggio a Psyren ed era riuscita a malapena a scappare. Dholaki possiede una abilità PSI che crea grandi esplosioni tramite un particolare tipo di burst chiamato “Explodia”, che gli permette anche di deviare le onde PSI. È a capo della Divisione della Sicurezza di Confine dei WISE. Prende parte alla dichiarazione di guerra nella seconda versione del futuro e si presuppone che ci fosse anche nella precedente. Ex Quinto Comandante Stellare.

### Neo Amakusa
Usui
Usui si vede la prima volta come un falso poliziotto che cerca di rubare la carta di Psyren di Ageha. In seguito si scopre essere un ex-Drifter. Nel futuro ha preso l'identità della reincarnazione di Amakusa Shirou Tokisada e ha fatto credere alla gente di avere l'abilità di prevedere il futuro. Ha creato l'impero chiamato “Neo”, composto interamente di sopravvissuti che lo credono un profeta e un salvatore. In realtà la sua conoscenza del futuro deriva unicamente dal suo stato di ex-Drifter. Ha avuto tempo di studiare lo stato del Giappone e ha così potuto scegliere per il suo regno i posti che sarebbero stati colpiti in modo minore dalla catastrofe. La sua vera capacità PSI è quella della Psicometria, il potere cioè di vedere il passato tramite un oggetto posando la sua mano destra su di esso. Ha anche la capacità di annullare le tecniche PSI con la sua mano sinistra, che lui chiama “sinistra irregolare”. Combinando queste 2 abilità crea la Delete Spiders che gli permette di cancellare la memoria delle persone dirottando la loro stessa Trance. Voleva eliminare il creatore di Nemesis Q e, per farlo, si è infiltrato sull'isola sulla quale viveva, ma sarà sconfitto facilmente da Marie. Verrà risparmiato e continuerà ad essere il capo di "Neo Amakusa", ma tenuto sempre d'occhio da Okugou e Taiga.
Miyake
Anche lui si vede la prima volta come un falso poliziotto che voleva la carta di Ageha. Non si sa se sia un ex-drifter, ma sembra avere qualche conoscenza riguardo Psyren. Miyake possiede un burst chiamato “Octopus”, che fa emergere dalla sua schiena otto tentacoli neri. Nel futuro è un sottoposti di Usui e il suo braccio destro. Viene sconfitto da Amamiya con un solo attacco.
Tomochika
Uno dei Brain Beast assieme a Saijou e Torotomi. Sembra essere il capo del gruppo. La sua abilità è la pirocinesi. La usa per modellare le sue fiamme in piccole creature viventi. Inizialmente è molto fiero della sua tecnica, ma dopo aver visto la ‘Salamandra’ di Frederica capisce di essere nettamente inferiore. È stato facilmente sconfitto da Frederica, ma è riuscito a scappare dopo aver tagliato alcuni capelli ad Amamiya, che poi darà a Usui.
Saijou
Uno dei 3 Brain Beast. Ha l'abilità di aumentare la percentuale del suo burst e del suo rise, raggiungendo una forza fisica estremamente elevata, assieme ad una maggiore massa muscolare. È stato sconfitto facilmente da Kyle.
Torotomi
Uno dei 3 Brain Beast. La sua abilità è chiamata "Sand Crawler" e gli permette di manipolare la sabbia. È capace di alterarne la forma, la massa e la densità. Dopo che il suo "Sand Crawler" è stato distrutto da Ageha, Kyle e Frederica, è stato battuto da Ageha senza problemi.
Okugou
È uno dei subordinati di Usui. Lui e Taiga sono i due psionici più potenti di “Neo Amakusa”. Ama il liquore a tal punto che chiede ad Usui cinque bottiglie di whisky come pagamento per aiutarlo ad uccidere Nemesis Q. Il suo potere PSI gli permette di evocare e controllare una bestia di energia PSI che lui chiama "Orugas". Questa è abbastanza veloce da seguire i movimenti di Kyle e abbastanza potente da distruggere un braccio della "Salamandra" di Frederica. Usa un attacco chiamato "Crying Ghost Cannon", che prende la forma di un'onda PSI molto potente. Può anche sparare forme più piccole e deboli, ma più veloci, di questo attacco. Combatte contro Kyle e Frederica ma viene sconfitto dopo essere stato intrappolato grazie ad una combinazione dei loro poteri. Assieme a Taiga avrà il compito di sorvegliare Usui per evitare che lavori per se stesso come in precedenza. Si era innamorato a prima vista di Marie e le aveva proposto di sposarlo, ma lei non ha accettato.
Taiga
Un subordinato di Usui e uno degli psionici più potenti di “Neo Amakusa” assieme a Okugou. È dubbioso riguardo agli ordini di Usui, pensando che per loro sarebbe più produttivo focalizzarsi sulla lotta contro i WISE piuttosto che perdere tempo a cercare il creatore di Nemesis Q. Fra lui e Okugou, lui sembra essere il più intelligente e calmo. La sua abilità PSI si chiama "Chakram"; un attacco invisibile, forse basato sulla luce, che taglia ogni cosa incontri. Questa tecnica è descritta da Okugou come una "tecnica che non si può fermare" ed è sufficientemente potente da tagliare la “Material High” di Kyle. Nonostante questo viene battuto dal nuovo Melseth Door di Ageha che riesce ad assorbire il suo "Chakram". Assieme a Okugou terrà d'occhio Usui per controllare che lavori davvero per il bene della gente.

### Altri
Kagetora Hyōdō (雹堂 影虎?, Hyōdō Kagetora)
Un vecchio amico di Matsuri, è un esperto utilizzatore di Rise, affermando lui stesso di essere il miglior utilizzatore di Rise di tutto l'est del Giappone. Kagetora dice di essere disposto anche a morire per Matsuri, poiché una volta gli aveva salvato la vita dopo essere stato colpito a morte da una vecchietta mentre tornava a casa (in realtà era una ferita da arma da fuoco provocata da una banda rivale). Si è dichiarato a Matsuri 22 volte ed è stato sempre respinto. Ha l'aspetto tipico di un gangster, con occhiali da sole, lisci capelli neri e una camicia sbottonata. Il suo cibo preferito è la torta Mont Blanc, ama I gatti e non ferirebbe mai una donna o un bambino. Kagetora è uno psionico naturale e non sa nulla riguardo Psyren. Nonostante ciò aiuta Matsuri ad allenare i nuovi drifter nell'utilizzo del Rise. Nel futuro è stato ucciso dallo Star Commander numero 1 assieme a Matsuri, dopo essersi dichiarato l'ultima volta. Prima dello scontro finale a Psyren Matsuri riesce a procurargli una scheda telefonica ancora attiva così che possa seguirla ad aiutare Ageha ed Amamiya e poter terminare il suo scontro con Junas. Accettando di seguirla senza chiedere nulla, ma solo per poter restare con lei per sempre, per la prima volta riesce a farla arrossire e fare breccia nel suo cuore.
Tatsuo Mana (真名 辰夫?, Mana Tatsuo)
Un amico di Asaga che era sempre malato per una malattia ereditaria. Andò a Psyren per cercare un modo per diventare un eroe e offrì una card ad Asaga, però questi la rifiutò. In Psyren venne catturato e trasformato in un taboo che attaccò Ageha e i suoi compagni grazie alla sua arma funzionante tramite energia PSI. È bravo ad utilizzare il burst, che gli permette di azionare il suo fucile, e anche il rise, poiché senza quello non potrebbe nemmeno muoversi. Tatsuo ritorna in sé dopo essere stato colpito dal Melseth Door di Ageha, ma il suo illumina non può essere rimosso, essendo integrato col suo corpo. Non avendo più la sua carta è costretto a rimanere in Psyren, dicendo che quando il suo core sarà privo di energia morirà, ma che avrebbe cercato un modo per ricaricarlo. Ricorda il suo tempo da taboo come se fosse rimasto intrappolato nel corpo di qualcun altro e rimapiange tutti i suoi omnicidi. Più avanti lavorerà con Asaga e un altro Taboo per riuscire a liberarsi dall'illumina e tornare nel presente.
Ian (イアン?, Ian)
Un esperto utilizzatore del Cure e un vecchio amico di Matsuri con una personalità antipatica e asociale. Non vuole che altri sappiano dei suoi poteri perché vuole vivere la sua vita in pace. Si è dichiarato a Matsuri 12 volte ed è sempre stato rifiutato, ma non si è arreso. Non è un drifter e quindi non sa nulla di Psyren, ma sta aspettando che Matsuri possa parlargliene e promette di non ficcare il naso in cose che non lo riguardano. Detesta Amamiya, dicendo che, da quando è apparsa, Matsuri non ha più tempo per lui. Nel futuro è sposato con la sorella di Ageha con la quale ha avuto un figlio, Marco.
Kiyotada Inui (犬居清忠?, Inui Kiyotada)
Il leader di un gruppo di criminali nel presente. Prima viene mostrato in una base con il simbolo dei WISE dipinto sul muro, mentre parla della nascita di una nuova era. Kiyotada è un personaggio strano con occhi feroci, la testa bendata e cicatrici sul volto. Sull'avambraccio destro ha un tatuaggio con i kanji per “dolore e malattia” 病苦 (Byōku?). Kiyotada è un uomo sadico e lo dimostra con suo fratello, Saburo, che picchia appena lo incontra tornato a casa. Ha l'abilità di creare una creatura d'ombra che ha la stessa abilità fisica dell'avversario che si trova di fronte. Quando questa creatura viene colpita anche Inui sente dolore ma questo non gli crea problemi, essendo lui masochista.
Fubuki Yoshina (夜科 フブキ?, Yoshina Fubuki)
La sorella maggiore di Ageha Yoshina, di 24 anni. Lo rimprovera sempre quando fa tardi e lo punisce severamente, arrivando al punto di legarlo al soffitto. Ha una cotta per l'idol Oboro Mochizuki, che ironicamente si comporta in modo molto simile ad Ageha. Nel futuro è sposata con Ian con il quale ha un figlio, Marco.
Kusakabe (Kusakabe?)
Uno strano personaggio incontrato nel mondo di Psyren. È umano, anche se dall'aspetto non si direbbe. È un conoscente di Tatsuo, insieme al quale lavora a un piano per distruggere i WISE indebolendo la membrana che copre il cielo di Psyren in determinate aree così da permettere a un attacco di perforarla e permettere al sole di splendere attraverso di essa. Dato che il sole è tossico per chi ha un Illumina innestato nel corpo, distruggere la membrana sul cielo di Tokyo permetterebbe di disperdere e potenzialmente distruggere le forze dei WISE. In passato lavorava per i WISE, ed è riuscito a penetrare nel loro programma di controllo neurale tramite il suo potere PSI - l'abilità di comunicare con macchine di qualsiasi genere come se fossero organismi viventi.

## Terminologia
Taboo (禁人種?, TAVŪ)
Un tipo di creatura che può essere trovato a Psyren. Solitamente hanno l'aspetto di un grosso insetto o di un umano. Possono essere riconosciuti per la sfera luminosa presente da qualche parte nel loro corpo, delle cuciture in vari punti del corpo (più visibili se sulle braccia) e per il loro vasto potere. Sono perennemente ostili, almeno nei riguardi dei psyren-drifters, attaccando qualunque cosa si muova. Nonostante la loro forza sono estremamente facili da distruggere; è sufficiente rompere la sfera perché questi muoiano entro un minuto. Più avanti si scopre che erano umani trasformati in schiavi e soldati dalla WISE.
PSI (PSI(サイ)?, Sai)
Lo PSI è un'abilità che permette di manipolare i dintorni tramite il potere della mente. Funziona utilizzando tutto il potenziale del cervello, invece che solo una piccola di esso. Poiché questo può provocare seri danni, come una specie di surriscaldamento, l'evoluzione ha creato un blocco per limitare il massimo utilizzo delle capacità cerebrali. A causa di qualcosa presente nell'atmosfera di Psyren, il limitatore viene distrutto dopo la prima visita, permettendo di risvegliare i poteri di una persona. Questo è accompagnato da una emorragia continua dal naso e da febbre altissima, che passano nel giro di una notte. Il PSI è diviso in tre forme; burst, trance e rise. Il Burst è usato per manipolare l'ambiente (come telecinesi e pirocinesi), il Trance è usato per manipolare altre persone (come la telepatia e le illusioni) e il Rise è usato per manipolare l'utilizzatore stesso (per incrementare riflessi, i sensi, la forza, la resistenza e la guarigione). Ci sono altri 2 tipi di PSI menzionati più avanti nel manga; Cure, una sorta di Burst e Rise uniti, e Vision, una forma di Rise e Trance.
Psyren (サイレン?, Sairen)
Essenzialmente, Psyren è nel Giappone nel 2018, come afferma Dolky. Un grande cataclisma ha però trasformato tutto in una enorme area desolata, senza nessun essere vivente ad esclusione dei Taboo (sebbene poi si venga a scoprire che esistono anche alcuni umani sopravvissuti). Sebbene quasi tutto il Giappone sia stato livellato e gli edifici distrutti, esistono ancora alcune rovine e dei telefoni a pagamento che Nemesis Q usa come punti di inizio e di uscita dei drifter. Psyren è dominata da una setta che si fa chiamare WISE (la parola inglese per “Saggi”). Psyren non fu però ridotta così dai WISE, bensì dal meteorite Uroboros, che in teoria avrebbe dovuto mancare la Terra, ma che cambiò direzione e collise con essa, rilasciando una sostanza che ridusse il pianeta in ciò che è.
WISE (W.I.S.E.(ワイズ)?, Waizu)
”WISE” è un culto/organizzazione che controlla Psyren. I membri di questo gruppo, sebbene solo 7 siano stati mostrati chiaramente, portano tutti lunghe tuniche e maschere sul volto. Sono psionici estremamente potenti, come si riesce a capire da alcuni brandelli di giornali trovati in Psyren e d registrazioni. Credono che il loro potere derive da Dio e che il loro compito sia quello di distruggere il mondo come noi lo conosciamo per crearne uno dominato dagli psionici. Il loro simbolo viene mostrato nel nascondiglio di un gruppetto di psionici e uno di loro ha già menzionato l'arrivo di una nuova era e che chiunque interferisca verrà eliminato.
Psionico (サイキッカー?, Saikikkā)
Uno psionico è un termine utilizzato per chiunque sia capace di utilizzare lo PSI, ma può essere riferito anche a persone con poteri PSI che non sono drifter. Gli psionici sono nati con poteri PSI, mentre I Drifter attivano i loro poteri solo dopo aver respirato l'aria di Psyren. Nella maggior parte dei casi però queste persone sono chiamate "utilizzatori di PSI", piuttosto che psionici.
Drifter (ドリフト?, Dorifuto, significa all’incorca “persona senza meta" o “sbandato”)
Un Drifter di Psyren, abbreviato in drifter, è una persona che è tornata da Psyren e che è ancora attivo nel “gioco”. Una volta che la carta di un drifter arriva a 0 di credito, un drifter non ha più la possibilità di andare a Psyren.
Illumina (イルミナ?, Irumina)
Illumina è il nome del cuore che possiedono i WISE. La loro funzione è quella di incrementare notevolmente il potere PSI, rallentare l'invecchiamento considerevolmente, ricaricare lo PSI dall'atmosfera e supportare le funzioni vitali senza il bisogno di nutrimento. Il processo tramite il quale un WISE si fa impiantare un “cuore” è chiamato "Illuminas Forge" (イルミナス•フォージ?, Iruminasu Fōji). Alcuni muoiono per il rigetto e altri soffrono orribili trasformazioni (questi sarebbero i Taboo), ma quelli che sopravvivono ottengono un grande potere. Si sa anche che è possibile provare una seconda Illumina, ma le chance di sopravvivere sono dello 0.5%, questo perché una seconda Illumina non può fondersi bene con il corpo di nessuno.
Il Root (la Radice dell'Albero del Cielo) (天樹の根?, Tenju no Ne)
Un sicuro paradiso per i sopravvissuti alla distruzione planetaria portata dai W.I.S.E., piazzato sotto le rovine del vecchio ospedale di Elmore. La Radice è completamente autosufficiente e ospita Elmore e i bambini di Elmore Wood oltre ad altri sopravvissuti.
Ouroboros (ウロボロス?, Uroborosu)
Il gigantesco meteorite che trasformò la Terra nella desolata landa di Psyren. È possibile che sia stato un membro dei WISE a fare in modo che cambiasse la propria direzione e puntasse contro la Terra. Gli sforzi degli umani di fermare il meteorite sono finiti in completo fallimento e i missili lanciati per distruggerlo furono in grado solo di dividerlo in molti frammenti più piccoli, che erano però ancora sufficienti a portare morte e distruzione su tutto il mondo civilizzato. Inoltre il cuore di Uroboros rilasciò una sostanza aliena che avvolse l'intero pianeta, completando la sua trasformazione in Psyren.